# Sudetenland
Sudetenland (alemany: Sudetenland; txec: Sudety, polonès: Kraj Sudetów) era un territori habitat per un poble de parla alemanya anomenat alemanys sudets (alemany: Sudetendeutsche, txec: Sudetští Němci, polonès: Niemcy Sudeccy), a les terres de Bohèmia frontereres amb Alemanya.
Eren descendents de colons alemanys cridats a partir del segle xiii pels reis de Bohèmia. Una part d'ells demanà el 1919 la incorporació de llur territori a la República Alemanya, però el Tractat de Saint-Germain l'adscriví a Txecoslovàquia. El fet que fossin exclosos de les indemnitzacions per ser suspectes d'hostilitat vers la nació txeca, i la depuració del 50% dels funcionaris alemanys provocaren que es mostressin hostils des d'un principi i creessin els Turnverband, contraris als sokols. Per suavitzar les tensions, el febrer del 1920 s'aprovà la Llei dels Idiomes, en teoria força tolerant, i una constitució que garantia els drets de les minories.
La reivindicació d'unir-se a Alemanya, esmorteïda els anys vint, es revifà el 1933, que, amb el suport de Hitler, Konrad Henlein i Karl Hermann Frank fundaren el Front Patriòtic dels Alemanys Sudets (Sudeten Deustche Heimatfront), de caràcter corporativista i völkisch, transformat el 1935 en Partit Alemany dels Sudets (Sudetendeutsche Partei). El 1935 ja obtindrà ell sol el 66% dels vots germanòfons (1.249.541 vots). D'antuvi només perseguien arrencar concessions al govern txec, però des del 1938 se subordinarien al govern d'Adolf Hitler.
Arran del seu triomf a les eleccions legislatives del 1935, Praga feu propostes conciliadores, que Henlein rebutjà. Després d'un nou triomf a les eleccions municipals del maig del 1938, Henlein exigí l'acompliment dels anomenats vuit punts de Karlovy Vary, els quals, a més de l'autonomia completa, exigien de Txecoslovàquia la reparació dels hipotètics danys causats als sudets des del 1918 i una eventual reunificació amb Alemanya. Aquestes peticions, sostingudes per Alemanya i refusades pel govern de Praga, foren parcialment acceptades per França i la Gran Bretanya; el primer ministre britànic, Neville Chamberlain, amb l'anuència d'Édouard Daladier, temptà, sense èxit, una mediació entre txecs i alemanys (agost del 1938).

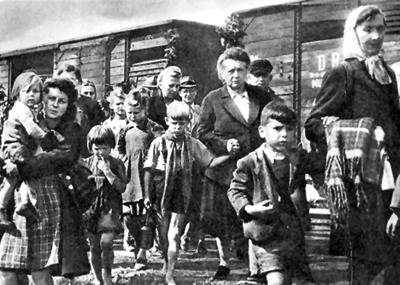
Sudets expulsats el 1945

Les entrevistes de Chamberlain amb Adolf Hitler a Berchtesgaden i Bad Godesberg (15 i 22-24 de setembre) no van donar cap resultat. Quan, després de la mobilització general decretada per Praga i l'ultimàtum del Tercer Reich a Txecoslovàquia (26 de setembre), semblava imminent la guerra, la Conferència de Múnic (29-30 de setembre), celebrada a proposta de Benito Mussolini, acordà l'annexió de la regió dels sudets per Alemanya, si era ratificada per un plebiscit. Però el plebiscit no arribà a tenir lloc, perquè l'1 d'octubre de 1938 l'exèrcit alemany ocupà el territori. Uns 800.000 txecs restarien dins el territori com a ciutadans alemanys, sense cap dret per a ells enmig de 2.800.000 alemanys.
En tornar a Txecoslovàquia el 1945, fou expulsada la major part dels quasi tres milions de sudets.